# Shire Highlands
Shire Highlands är en platå i Malawi. Den ligger i distriktet Zomba District och regionen Southern Region, i den södra delen av landet. Landskapet är en mosaik av buskskog och odlingsmark.